# Anisolepis
Anisolepis es un género de lagartos trepadores de la familia Leiosauridae. Está integrado por 3 especies, las que son denominadas comúnmente camaleoncitos o lagartos arborícolas. Habita en el centro-este de América del Sur.

## Taxonomía
Este género fue descrito originalmente en el año 1885 por el  biólogo belga - inglés George Albert Boulenger.
La especie tipo del género Anisolepis Boulenger, 1885 es: Anisolepis iheringi Boulenger, 1885 (=Laemanctus undulatus Wiegmann, 1834).
Para algunos autores Anisolepsis debería ser colocado en la familia Iguanidae y antiguamente se clasificaba en Polychrotidae.
Sus especies poseen como caracteres compartidos la reducción en cúspides secundarias de las coronas de los dientes marginales, la pérdida de los procesos posterolateral de la basiesfenoides, la adquisición de una fila de escamas agrandadas ventrolateralmente y escamas ventrales del tronco con quillas afiladas en filas paralelas.
Aptycholaemus fue caracterizado por la pérdida del pliegue transversal angular, la cola mucho más larga, y la reducción del oído externo, sin embargo, no existen rasgos que sólo compartan A. undulatus y A. grilli con exclusión de A. longicauda, es decir, no hay evidencia de que A. undulatus y A. grilli posean un ancestro común más reciente entre sí que con A. longicauda. De acuerdo con este planteo Aptycholaemus Boulenger 1891 es parte de la sinonimia de Anisolepis Boulenger 1885, el cual, por lo tanto, sería probablemente monofilético. 
Etimología
La etimología del término genérico, Anisolepis, deriva del idioma griego, donde anisos significa 'desigual' lepis significa  'escama', en referencia a la heterogeneidad de la escamación. 

### Especies
Este género se subdivide en 3 especies:
- Anisolepis grilli Boulenger, 1891 - Camaleoncito selvático.
- Anisolepis longicauda (Boulenger, 1891) - Camaleoncito coludo.
- Anisolepis undulatus (Wiegmann, 1834) - Camaleoncito estriado.

## Características
Su cuerpo mide entre 7 y 10 cm de largo entre hocico y cloaca, mientras que su cola puede alcanzar cerca de 20 cm. Su coloración críptica le ayuda a pasar desapercibido. 

## Distribución geográfica
Es un género endémico del sur de Brasil, Paraguay, Uruguay, y el área nordeste de la Argentina.

## Costumbres
Anisolepis era un género muy poco conocido hasta la inundación de la paraguaya isla Yacyretá, lo que permitió colectar varios ejemplares de una de las tres especies.
En razón de su coloración críptica y comportamiento secretivo, muchos detalles de su biología permanecen ignorados. Se sabe que frente a una amenaza produce un bufido abriendo la boca y exhibiendo sus comisuras, las que presentan una coloración amarillo fuerte.